# Det är mänskligt att fela
Det är mänskligt att fela är en svensk film med Pontus Gustafsson som sändes i Svt den 30 september 1985.

## Handling
Filmen handlar om Johnny som ska leverera torrmjölk till ett mentalsjukhus. Johnny misstas då för att vara intagen, och får stora problem att ta sig därifrån.

## Rollista
- Johnny – Pontus Gustafsson
- Inga – Suzanne Ernrup

## Källhänvisningar
1. 1 2  Det är mänskligt att fela, 30 september 1985, eftertexter.[källa från Wikidata]
2. ↑  Svensk mediedatabas, SMDB-id: 001703993.[källa från Wikidata]